# مایا اکرمن
مارگارت (مایا) اکرمن (به انگلیسی: Maya Ackerman) دانشمند رایانه بلاروسی-آمریکایی است که به دلیل تحقیقاتش در تجزیه و تحلیل خوشه‌ای و ترکیب الگوریتمی موسیقی شناخته شده است. او استادیار علوم رایانه و مهندسی در دانشگاه سانتا کلارا و مؤسس و مدیر عامل شرکت موسیقی الگوریتمی ویو‌ای‌آی است.

## سنین جوانی و تحصیلات
اکرمن در اتحاد جماهیر شوروی به دنیا آمد. او در سال ۱۹۹۰ زمانی که هفت ساله بود به همراه خانواده‌اش به اسرائیل نقل مکان کرد و پنج سال بعد دوباره به کانادا رفت. او دانشجوی علوم رایانه در دانشگاه واترلو بود و در سال ۲۰۰۶ مدرک کارشناسی، در سال ۲۰۰۷ مدرک کارشناسی ارشد و در سال ۲۰۱۲ دکترا گرفت. پایان‌نامه او، تحت راهنمایی شای بن دیوید، به سمت مبانی نظری خوشه‌بندی نام داشت.

## حرفه دانشگاهی
پس از تحقیقات فوق دکترا در مؤسسه فناوری کالیفرنیا و دانشگاه کالیفرنیا، سن دیگو، اکرمن در سال ۲۰۱۴ به هیئت علمی دانشگاه ایالتی فلوریدا پیوست. او در سال ۲۰۱۶ به دانشگاه ایالتی سن‌ خوزه و در سال ۲۰۱۷ به دانشگاه سانتا کلارا نقل مکان کرد.

## مشارکت‌ها
اکرمن یکی از خالقان ALYSIA، یک سیستم هوش مصنوعی برای ایجاد آهنگ‌های موسیقی پاپ است. او در سال ۲۰۱۷ شرکت ویو‌ای‌آی را برای سرمایه‌گذاری در این فناوری تأسیس کرد. او همچنین نویسنده و ناشر–مؤلف یک کتاب درباره پدربزرگش، یک بازمانده هولوکاست متولد لهستان است.
او همچنین نویسنده کتاب «فرار از هیولاها: هولوکاست از چشمان یک کودک» است، کتابی که خودنوشته و منتشر شده درباره پدربزرگش، یک بازمانده هولوکاست متولد لهستان است.